# 호소다 히로유키
호소다 히로유키(일본어: 細田 博之, 1944년 4월 5일~2023년 11월 10일)는 일본의 통산 관료이자 정치인이었다. 
운수대신 호소다 기치조(細田吉蔵)의 아들로 자민당의 시마네현련 부회장 (島根県連副会長)을 역임 했고 2021년 11월 10일에 제78대 중의원 의장에 취임했지만 건강상의 이유로 2023년 9월 29일, 건강 악화로 인해 중의원 의장 사임 의사를 밝혔고 이후 2023년 10월 20일, 중의원 본회의에서 의장직 사임안이 처리되면서 공식적으로 직에서 물러났고 같은날 누카가 후쿠시로가 신임 중의원 의장으로 선출직후 물러난 뒤 2023년 11월 10일, 향년 79세의 나이로 노환으로 사망했다.

## 인물
오키나와 및 북방 대책 담당 대신, 과학 기술 정책 담당 대신, 개인 정보 보호 담당 대신, 내각관방장관, 내각부 특명담당대신 (남녀 공동 참가 담당) 등을 지냈으며, 아버지 호소다 기치조 (細田吉蔵)는 행정관리청 (行政管理庁) 장관, 방위청 장관, 운수 대신 등을 지냈다.

## 생애
시마네현 마쓰에시 출신이다. 도쿄 대학 법학부를 졸업하였다. 대학 졸업 후인 1967년, 통상산업성에 갔으며, 들어간 후 산업 정책국 물가 대책 과장 등을 맡아 1986년 퇴관하였다. 아버지 호소다 키치조의 의원 비서를 거쳐, 1990년 중의원 선거에서 시마네 현 전체구에서 입후보 해, 다케시타 노보루의 뒤를 잇는 2위로 첫 당선되었다. 1996년 중의원 선거 (소선거구제 도입) 이후에는 시마네현 제1구에서 출마해, 11번 연속(2021년 기준) 당선되었다.
2002년 제1차 고이즈미 내각 제1차 개조내각에서 내각부 특명담당대신 (과학 기술 정책, 오키나와 북방 대책 담당)으로 첫 입각했으며, 내각 관방 부장관이었던 2004년, 연금 기록 문제로 사임한 후쿠다 야스오의 후임으로 부관장에서 내각관방장관으로 승격하였다. 이후에는 자유민주당 국회대책위원회 위원장, 자민당 경리 국장 등을 거쳐, 2007년 자유민주당 간사장 대리가 되었다.
2007년, 조선민주주의인민공화국과의 국교 정상화 실현을 목표로 하는 의원 연맹, 자민당 한반도 문제 소위원회를 조직해 부위원장이 되었으며, 2008년 아소 다로 총재 밑에서 자유민주당 간사장이 되었다. 2009년 제45회 중의원 의원 총선거에서 선거 대책 본부장 대리 및 선거 대책 위원장을 겸했고, 같은 해 9월 총선거에서 패배하자, 책임을 지고 당 간사장과 선거 대책 위원장에서 물러났다.

## 사망
2023년 9월 29일, 건강 악화로 인해 중의원 의장 사임 의사를 밝혔다.이후 2023년 10월 20일, 중의원 본회의에서 의장직 사임안이 처리되면서 공식적으로 직에서 물러났고 같은날 누카가 후쿠시로가 신임 중의원 의장으로 선출되었다.
2023년 11월 10일, 향년 79세의 나이로 노환으로 사망했다.

## 같이 보기
- 한일의원연맹
- 고이즈미 준이치로